# (500288) 2012 PG24
(500288) 2012 PG24 es un asteroide perteneciente al cinturón de asteroides, descubierto el 24 de abril de 2003 por el equipo del Lowell Observatory Near-Earth-Object Search desde la Estación Anderson Mesa (condado de Coconino, cerca de Flagstaff, Arizona, Estados Unidos).

## Designación y nombre
Designado provisionalmente como 2012 PG24.

## Características orbitales
2012 PG24 está situado a una distancia media del Sol de 2,613 ua, pudiendo alejarse hasta 3,182 ua y acercarse hasta 2,044 ua. Su excentricidad es 0,217 y la inclinación orbital 14,00 grados. Emplea 1543,21 días en completar una órbita alrededor del Sol.
Los próximos acercamientos a la órbita de Júpiter se producirán el 24 de junio de 2047, el 15 de mayo de 2106 y el 21 de julio de 2119, entre otros.

## Características físicas
La magnitud absoluta de 2012 PG24 es 17.